# Neopanorpa kwangtsehi
Neopanorpa kwangtsehi är en näbbsländeart som beskrevs av Cheng 1957. Neopanorpa kwangtsehi ingår i släktet Neopanorpa och familjen skorpionsländor. Inga underarter finns listade i Catalogue of Life.